# 小山昇
小山 昇（こやま のぼる、1948年3月1日  - ）は、日本の実業家。株式会社武蔵野代表取締役社長。
中小企業のコンサルタント業務と、ダスキンのフランチャイズ事業を行う。全国の経営者でつくる「経営研究会」を主宰する。

## 経歴・人物
山梨県出身。東京経済大学経営学部卒業。
自身が経営している株式会社武蔵野でコンサルタント事業を展開しており、様々な会員企業を指導しているほか、全国で年間240回以上のセミナーを行っている。一倉定の方法論を元に、手帳型の「経営計画書」を作成し、従業員ひとりひとりに渡すことを重視している。
2022年、知床遊覧船沈没事故の後に知床遊覧船の社長に対する指導のインタビュー記事が削除された後、再公開された。
2023年、経営サポートパートナー会員であるビッグモーターが、組織的不正問題及び社員に配布される「経営計画書」について報じられた。

## 主な著書
（一部抜粋）
- 『仕事ができる人の心得』（CCCメディアハウス）（1996年）
- 『「儲かる仕組み」をつくりなさい』（河出書房新社）（2005年）
- 『強い会社をつくりなさい!』（CCCメディアハウス）（2006年）
- 『社長! 儲けたいなら数字はココを見なくっちゃ!』（すばる舎）（2007年）
- 『朝30分の掃除から儲かる会社に変わる』（ダイヤモンド社）（2007年）
- 『「決定」で儲かる会社をつくりなさい』（河出書房新社）（2007年）
- 『強い会社はどんな営業をやっているのか? 』（あさ出版）（2014年）
- 『IT心理学 ブラック企業を脱却し、ホワイト企業になるための55の心得』（プレジデント社）（2016年）
- 『残業ゼロがすべてを解決する』(ダイヤモンド社)　(2016年)
- 『小山昇の超速仕事術』（PHP研究所）（2016年）
- 『小さな会社の儲かる整頓』（日経BP社）（2017年）
- 『儲かりたいならパート社員を武器にしなくちゃ』(KKベストセラーズ)　(2017年)
- 『成果を上げながら「残業ゼロ」で帰れるチームの作り方』（宝島社）（2017年）
- 『絶対会社を潰さない社長の口ぐせ』（KADOKAWA）（2017年）
- 『新卒採用力が会社の未来を決める!』（マネジメント社）（2017年）
- 『数字は人格』（ダイヤモンド社）（2017年）
- 『チームの生産性を最大化するエマジェネティックス®』（あさ出版）（2018年）
- 『会社を絶対ダメにしない社長の「超」鉄則』（大和書房）（2018年）
- 『利益を最大にする最強の経営計画』（KADOKAWA）（2018年）
- 『人を動かしたいなら「やれ」と言っていけない 思い通りに部下が動く“すごい”伝え方』（SBクリエイティブ）（2018年）
- 『儲ける社長の24時間365日』（KADOKAWA）（2018年）
- 『儲かりたいならまずココから変えなさい!』（朝日新聞出版）（2018年）
- 『お金は愛 人を育てるお金、ダメにするお金』（ダイヤモンド社）（2018年）
- 『人材戦略がすべてを解決する』（KADOKAWA）（2019年）
- 『儲かりたければ社員を愛しなさい 「超」ホワイト経営の新常識』（PHP研究所）（2019年）
- 『経営計画は1冊の手帳にまとめなさい』（KADOKAWA）（2019年）
- 『儲かる会社のコミュニケーションの鉄則』（朝日新聞出版）（2020年）
- 『小山昇の“実践”ランチェスター戦略 成果を確実に出し続ける科学的な方法』（あさ出版）（2020年）
- 『できるリーダーは失敗が9割』（マガジンハウス）（2020年）
- 『99%の社長が知らない会社の数字の使い方』（KADOKAWA）（2021年）
- 『社長、採用と即戦力の育成はこうしなさい!』（プレジデント社）（2021年）
- 『4万人の社長・幹部がベンチマークしたすごい会社の裏側(バックヤード)』（あさ出版）（2022年）
- 『会社を絶対潰さない組織の強化書』（KADOKAWA）（2023年）
- 『データを使って利益を最大化する超効率経営』（あさ出版）（2023年）
- 『「儲かる会社」の心理的安全性』（SBクリエイティブ）（2023年）

## ラジオ番組
- 武蔵野プレゼンツ 小山昇の実践経営塾（ラジオNIKKEI第1放送 毎週木曜 12:15 - 12:30、2011年5月5日 - 2022年4月23日）[12][注釈 1]